# Rzekuń
Rzekuń ist ein Dorf und Sitz der gleichnamigen Gemeinde im Powiat Ostrołęcki der Woiwodschaft Masowien, Polen.

## Gemeinde
Zur Landgemeinde Rzekuń gehören folgende Ortsteile mit einem Schulzenamt:
Borawe
Czarnowiec
Daniszewo
Drwęcz
Dzbenin
Goworki
Kamianka
Korczaki
Laskowiec
Ławy
Nowa Wieś Wschodnia
Nowa Wieś Wschodnia-Osiedle Leśniewo
Przytuły Nowe
Przytuły Stare
Nowy Susk
Ołdaki
Rozwory
Rzekuń
Susk Stary
Teodorowo
Tobolice
Zabiele
Weitere Ortschaften der Gemeinde sind Czarnowiec und Nowa Wieś Leśna.